# Belmont (Massachusetts)
Belmont is een plaats (town) in Middlesex County, Massachusetts, Verenigde Staten. In 2000 had de plaats een inwonertal van 24.194. Belmont is een voorstad van Boston.

## Geboren
- Addison Powell (1921-2010), acteur

## Externe link

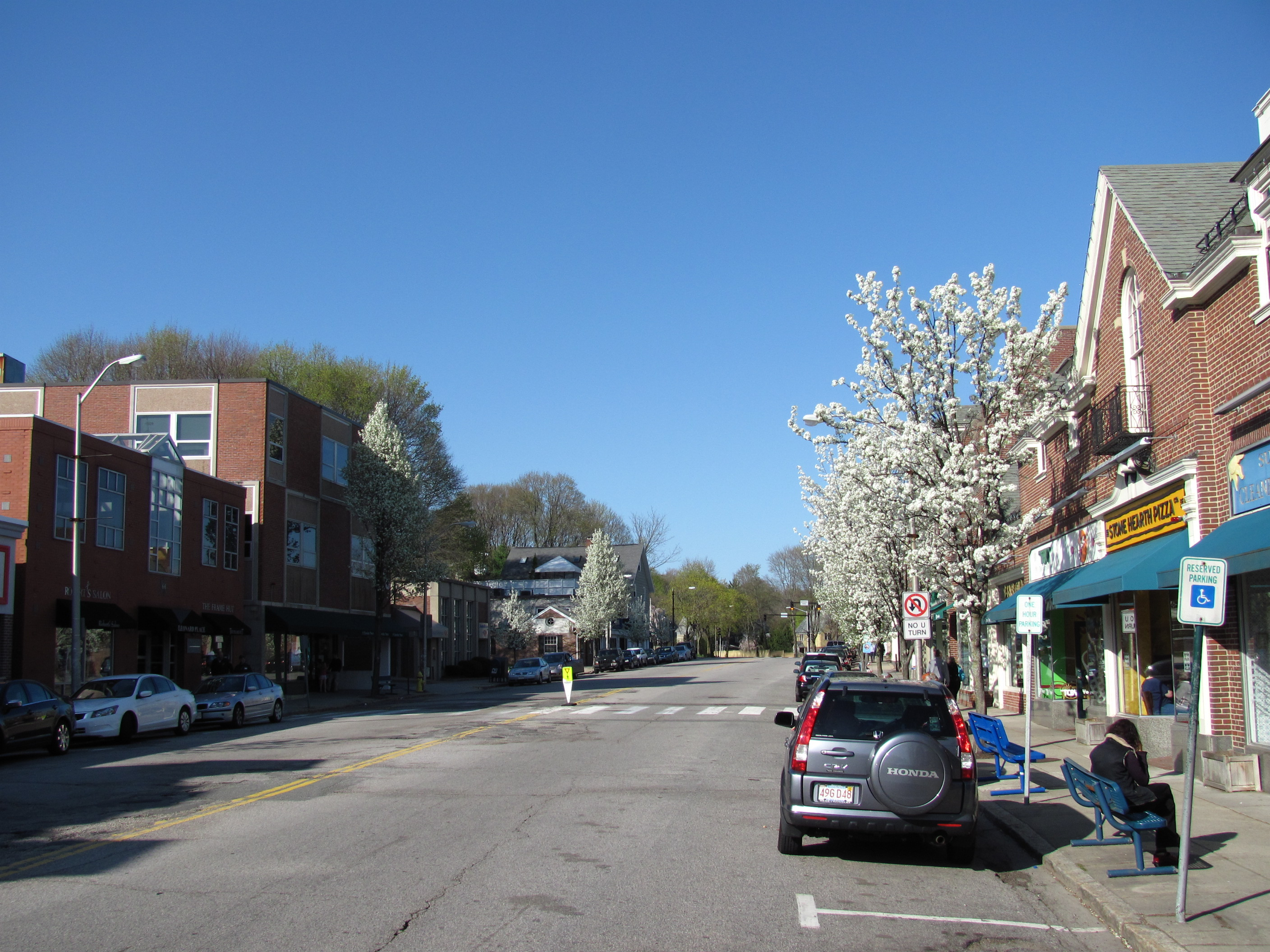
Leonard Street